# نناد تومویچ
نناد تومویچ (صربی: Ненад Томовић؛ زادهٔ ۳۰ اوت ۱۹۸۷) بازیکن فوتبال اهل صربستان است.

## باشگاهی
از باشگاه‌هایی که در آن بازی کرده‌است می‌توان به ستاره سرخ بلگراد، جنوا، لچه، فیورنتینا و کیه‌وو اشاره کرد.

## تیم ملی
وی همچنین در تیم ملی فوتبال صربستان بازی کرده‌است.